# Ayato Hasebe
Ayato Hasebe (født 6. februar 1990) er en tidligere japansk fodboldspiller.
Han har spillet for flere forskellige klubber i sin karriere, herunder Albirex Niigata.